# ジョン・グッドリック
ジョン・グッドリック（John Goodricke, 1764年9月17日 - 1786年4月20日）は、オランダ出身のアマチュア天文学者である。オランダのフローニンゲンに生まれたが、一生の大部分をイギリスで過ごした。

## 生涯
変光星アルゴル（Algol：ペルセウス座β星）を観測したことで知られる。当時、すでにいくつかの変光星は知られていたが、グッドリックは今日、食変光星として知られる変光のメカニズムを提案した。1783年に王立協会で研究成果を発表したのを受けて協会はコプリ・メダルを授与した。1786年4月16日には王立協会会員に選出されたが、グッドリックはそのわずか4日後の4月20日に肺炎により21歳で他界し、自らが選出されたことを知ることなくこの世を去った。ノース・ヨークシャーのハンシンゴアの教会に祖父母、両親、兄弟らとともに埋葬されたが、現在その埋葬場所には"The Goodricke Vault"と刻まれた石碑のみが残されている。
グッドリックは子供の時の猩紅熱が原因で聴覚を失い、そのため両親と別れてエジンバラの聾学校で学んだ後、1778年にウォーリントン・アカデミーで学んだ。卒業後ヨークの両親の元に戻った。個人で天文台を建てたナサニエル・ピゴットの息子のエドワード・ピゴットと親しくなった。エドワード・ピゴットは変光星を研究しており、グッドリックは観測すべき変光星のリストをエドワードから受け取った。グッドリックはこと座β星やケフェウス座δ星が変光星であることも発見している。
ヨーク大学のグッドリック・カレッジや、小惑星(3116)のグッドリックは、彼の名前に因んでいる。